# Herbert Aceituno
Herbert Aceituno (1 de noviembre de 1985) es un deportista salvadoreño que compite en levantamiento de potencia adaptado. Ganó una medalla de bronce en los Juegos Paralímpicos de Tokio 2020, en la categoría de –59 kg.

## Palmarés internacional
| Juegos Paralímpicos | Juegos Paralímpicos | Juegos Paralímpicos | Juegos Paralímpicos |
| Año                 | Lugar               | Medalla             | Categoría           |
| ------------------- | ------------------- | ------------------- | ------------------- |
| 2020                | Tokio (Japón)       | Medalla de bronce   | –59 kg              |